# Шан-кобинська культура
Шан-Кобинська культура — археологічна культура заключної давньокам'яної та початку середньокам'яної діб. Є азильським етапом розвитку гірськокримської культури. Поширена у Кримських горах.
Датується часом 10-7 тисячоріччями до Р. Х. До шан-кобинської культури відносять білоліську культурну групу пам'яток північно-західного Надчорномор'я.

## Гірсько-кримська культура
У гірській частині Криму налічується коло 20 середньокам'яних стоянок, що розташовані у гротах та навісах. Більшість з них характеризована тотожнім інвентарем, що дало можливість виділити їх у окрему гірськокримську культуру.
Майже усі розкопані стоянки є багатошаровими, у яких один шар належить культурі ранньо-середньокам'яної доби — шан-кобинський, та інший шар — культурі пізньо-середньокам'яної доби — мурзак-кобинській.

## Основні пам'ятки
До пам'яток шан-кобинської культури відносяться нижні шари: Шан-Коба (шари 6, 5), Фатьма-Коба (шари 5, 6), грот Скалистий (шари 4, 3, 2, 1), грот Буран-Кая, Заміль-Коба-I, -ІІ, Сюрень-II (верхній шар), Алимівський навіс (шари 2, 3, 4), грот Водоспадний та інші.
Найбільш вивченою пам'яткою є епонімна Шан-Коба.

## Інвентар
Для крем'яної індустрії Шан-Кобинської культури характерна достатньо розвинена пластинчаста техніка розколювання з одно- та двоплощинних нуклеусів. Геометричні мікроліти (переважно сегменти та, у меншій кількості, трапеції і трикутники), кінцеві скребачки, бокові, кутові та серединні різці на пластинках.
Крем'яневий інвентар шан-кобинської культури характеризуються мікролітичністю, з перевагою серед геометричних мікролітів сегментів. Сегменти переважно великих розмірів, довгасті або середньовисокі. Відносно великими є й трапеції. Різцово-скребковий покажник є високим (1,7), а пластино-відшепний покажник — надто високий (3,2). Нуклеуси призматичні, чи конічні, переважно прямоплощадні. Скребки переважно кінцевіна пластинах. Різці майже виключно бокові, рідше — серединні.

## Господарство
Носії Шан-Кобинської культури займалися переважно полюванням на лісових та, частково, степових тварин.

## Походження
Шан-кобинська культура та білоліська група постали з епіграветських традицій. Вони, належали до романелло-азильської культурної області із сегментоподібними мікролітами, що розвивалися у Південній та Центральній Європі, у Криму та на Кавказі за заключної давньокам'яної та початку середньокам'яної діб у 12-9 тисячах років тому. До азило-романельської культурної спільноти відноситься:
- азильська культура півдня Франції,
- романелліська культура Італії,
- федермессерська культура Німеччині,
- Вітув й Тарново Польщі,
- Шан-кобинська у Криму та її білоліська група у Північно-Західному Надчорномор'ї,
- Сосруко на Кавказі[1][2].